# Jali (Java)
Jali is een bestuurslaag in het regentschap Demak van de provincie Midden-Java, Indonesië. Jali telt 3856 inwoners (volkstelling 2010).